# جون كومبتون
جون كومبتون (بالإنجليزية: John Compton)‏ هو لاعب كرة قدم بريطاني، ولد في 27 أغسطس 1937 في بوبلار ‏ في المملكة المتحدة. لعب مع إيبسويتش تاون وتشيلسي ونادي بورنموث.